# Comuna Antonivka, Șpola
Antonivka (în ucraineană Антонівка) este o comună în raionul Șpola, regiunea Cerkasî, Ucraina, formată din satele Antonivka (reședința), Hlîneana Balka și Korotîne.

## Demografie
Componența lingvistică a comunei Antonivka
     Ucraineană (96,37%)
     Rusă (2,04%)
     Belarusă (1,36%)
     Alte limbi (0,11%)
Conform recensământului din 2001, majoritatea populației comunei Antonivka era vorbitoare de ucraineană (96,37%), existând în minoritate și vorbitori de rusă (2,04%) și belarusă (1,36%).